# Trá na Beannaí
Trá na Beannaí (nom original en irlandès, en català seria Platja Banna o en anglès Banna Strand) és una platja situada a la badia de Tralee a Irlanda.
Consisteix en una franja de sorra a la costa de l'oceà Atlàntic, i s'estén entre la platja de Ballyheigue, a la Roca Negra, al nord, fins a Barrow Beach, al seu límit pel sud, al comtat de Kerry. Es troba, aproximadament, a uns 12 km al nord-oest de la ciutat de Tralee. Presenta dunes de sorra en tota la seva llargària, que poden arribar fins als dotze metres d'altitud. Des d'allí s'hi poden veure les muntanyes de la península de Dingle a l'horitzó del sud-oest. Molts dels residents a Tralee viatgen a Trá na Beannaí als dies més calorosos de l'estiu.

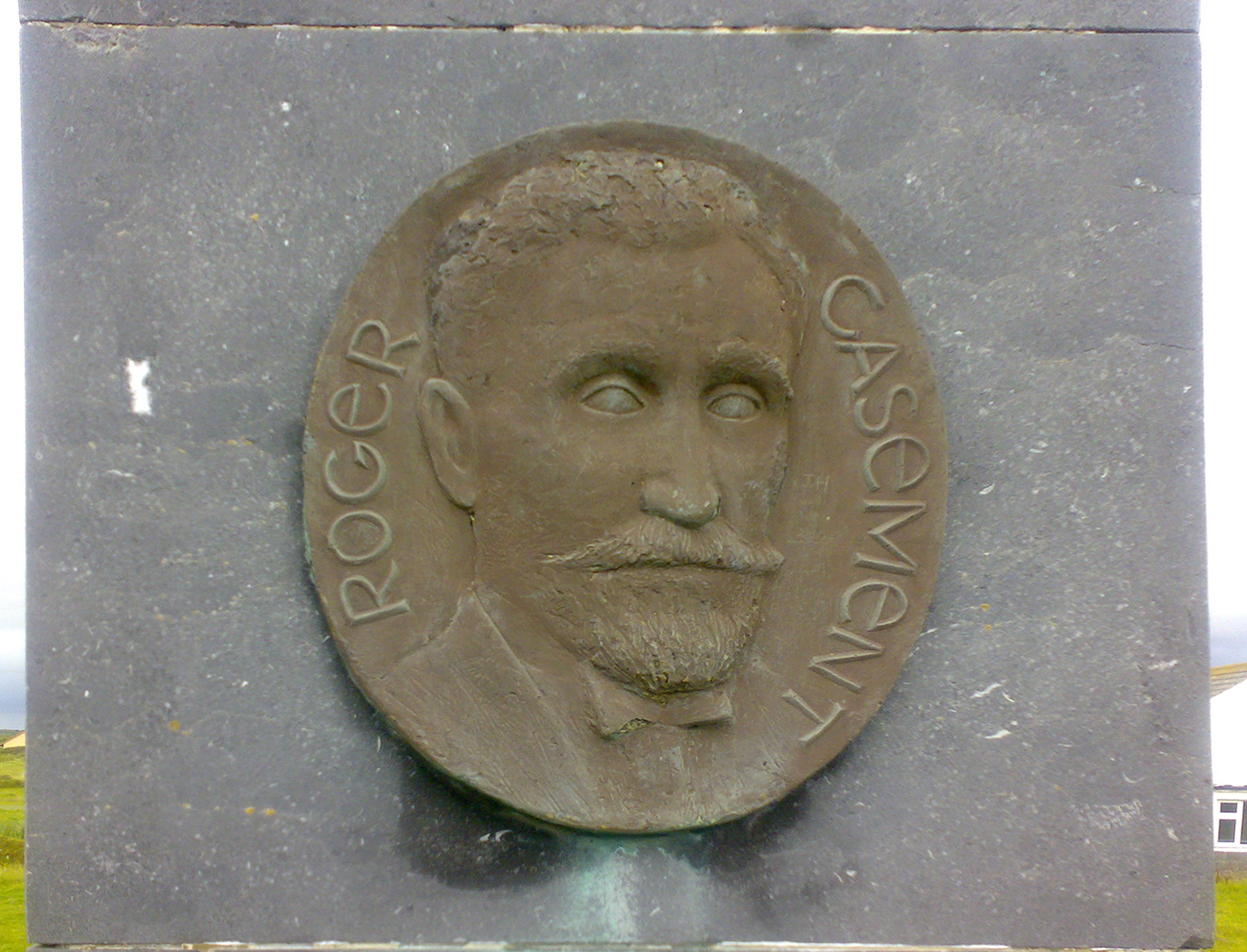
Roger Casement

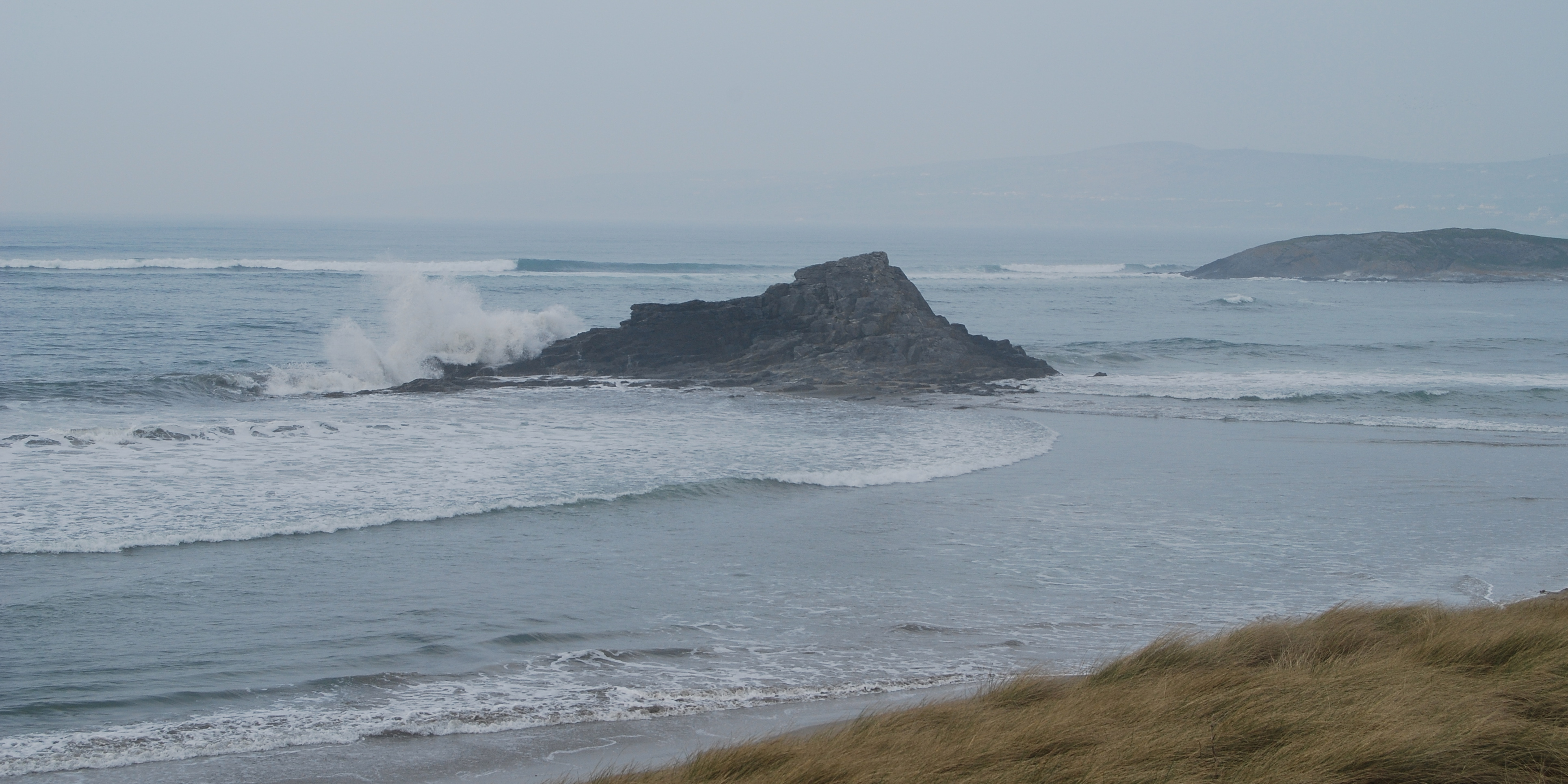
The Black Rock (La Roca Negra)

Històricament, el lloc està associat amb la captura de Roger Casement, el 21 d'abril de 1916, que havia desembarcat allí des d'un submarí alemany. Casement estava involucrat amb un intent de fer entrar armes per als republicans irlandesos mitjançant el vaixell alemany Aud, en el marc de l'Alçament de Pasqua d'aquell any. Hi ha un monument dedicat a Casement i a un altre home, Robert Monteith, al costat de la sorra, amb la següent inscripció: 
| « | A un indret de la platja Banna adjacent a aquest punt, Roger Casement - Humanitari & líder revolucionari irlandès - Robert Monteith & un tercer home van desembarcar provinents d'un submarí alemany la matinada del Divendres Sant 21 d'abril de 1916, perseguint la causa de la llibertat d'Irlanda. | » |

El misteriós tercer home era Daniel Julian Bailey, un soldat dels Royal Irish Rifles de l'exèrcit britànic que, com a presoner de guerra dels alemanys, va ser reclutat (sota el nom de Daniel Beverley) per la Brigada Casement.
El monument va ser erigit el 1966 per commemorar el 50è aniversari del desembarcament. L'omissió del nom del tercer home del monument va ser presa pel Comitè de Banna Strand de 1966 perquè, després de ser caputrat, es va convertir en testimoni britànic. L'espai, per la construcció del monument, fou cedit per Florrie Monteith, fila de Robert Monteith. Florrie també va escriure una biografia del seu pare titulada The Mystery Man of Banna Strand.
La Ràdio Horitzó, una estació de ràdio de Kerry dels anys 1980, es va instal·lar a Trá na Beannaí. Posteriorment també s'hi va construir el Banna Beach Hotel, tot i que aquest va tancar el 2002, i després va ser transformat en centre d'oci Banna Beach Leisure Centre. Durant la dècada de 1990 la zona d'aparcament es va traslladar darrere de la platja.